# Aristelliger lar
Aristelliger lar — вид геконоподібних ящірок родини Sphaerodactylidae. Ендемік острова Гаїті.

## Опис
Aristelliger lar є одними з найбільших неотропічних геконів, їх довжина (без врахування хвоста) становить 13,5 см.

## Поширення і екологія
Aristelliger lar мешкають на території Гаїті і Домініканської Республіки. Вони живуть в сухих і вологих тропічних лісах, трапляються в садах і поблизу людських поселень. Є всеїдними, відаграють важливу участь у поширенні насіння Marcgravia. Відкладають яйця.

## Збереження
МСОП класифікує стан збереження цього виду як близький до загрозливого. Aristelliger lar загрожує знищення природного середовища.